# 平城県 (忻州市)
平城県（へいじょう-けん）は中華人民共和国山西省にかつて存在した県。現在の忻州市北西部に相当する。
南北朝時代、東魏により設置された。北斉により廃止されている。